# Atmosphärenchemie

Chemische und Transportprozesse in der Atmosphäre

Die Atmosphärenchemie (auch: Luftchemie) ist ein Gebiet der Atmosphärenforschung. Sie befasst sich mit der Zusammensetzung und den chemischen Stoffumsetzungen der Erdatmosphäre. Sie liefert wichtige Beiträge zum Verständnis der Luftverschmutzung (beispielsweise Smog) und des Erdklimas.
Als die Wissenschaft ab den 1940er Jahren durch die sich abzeichnende Luftverschmutzung geprägt wurde, zeigte die Atmosphärenchemie bis in die 1980er Jahre hinein eine Schwerpunktsetzung auf Reaktionen innerhalb der Gasphase und speziell photochemische Prozesse. Phänomene wie der Sommersmog über Los Angeles und der Londoner Wintersmog im Jahr 1952, aber auch die Problematik des anwachsenden Ozonlochs über der Antarktis bestimmten die wissenschaftliche Agenda.
Der Einfluss flüssiger und fester Bestandteile, also die Chemie der Hydrometeore und Aerosole, rückte hiernach stärker in den Fokus der Betrachtung und begründete die Themensetzung der modernen Multiphasenchemie, die ein Verständnis der vielfältigen Wechselwirkungen der unterschiedlichen Atmosphärenkomponenten zum Ziel hat.